# Enterprise (NX-01)
L'Enterprise (NX-01) és una nau estel·lar fictícia que serveix com a escenari principal de la sèrie de televisió de ciència-ficció estatunidenca Star Trek: Enterprise. La nau és anterior a les altres naus de la Flota Estel·lar anomenades Enterprise i es va veure per primera vegada a l'episodi pilot "Broken Bow". Les seves missions van incloure un període inicial d'exploració espacial profunda i una missió a l'Expansió Delfica després de l'atac xindi a la Terra; també va ser instrumental en la formació de la Federació Unida de Planetes amb els vulcanians, andorians i tellarites.
La seva última aparició regular va tenir lloc a "These Are The Voyages...", on es veu la nau de camí a la signatura de la carta de la Federació i al seu desmantellament. Enterprise ha aparegut en diverses novel·les no canòniques, que descriuen tant les seves accions a la Guerra Romulana com el destí final de la nau com a nau museu en òrbita de Plutó. Una maqueta d'una nau de classe NX es va veure a la pantalla a la pel·lícula del 2013 Star Trek Into Darkness, i es va tornar a veure a Star Trek: Picard en una reforma. També ha aparegut al videojoc Star Trek: Encounters i Star Trek: Legacy. Hi va haver una reacció negativa dels fans al disseny, però els crítics de televisió van ser majoritàriament positius, qualificant el disseny de "una mena de retrofuturisme". S'han llançat diverses joguines i models "Enterprise", incloent-hi versions d'Art Asylum, Diamond Select Toys, QMx i Eaglemoss Publications.

## Antecedents
A la presentació original de Star Trek: La sèrie original del creador Gene Roddenberry, la nau en què es va ambientar la sèrie es deia SS Yorktown. La nau estel·lar va ser posteriorment rebatejada com a USS Enterprise abans de l'inici de la sèrie a causa de la creixent fama mundial del primer portaavions nuclear del món, recentment llançat per la Marina dels Estats Units com a USS Enterprise (CVN-65). El nom «Enterprise» ha estat vinculat amb «Star Trek» des de llavors.
Després del final de Star Trek: Voyager, que s'havia utilitzat per llançar UPN,buscaven una nova sèrie de Star Trek. La cadena va contactar amb Rick Berman durant la cinquena temporada de Star Trek: Voyager, i li van informar que si no desenvolupava una nova sèrie de «Star Trek», trobarien algú altre que ho fes. Berman havia estat anteriorment productor executiu de Voyager, i altres sèries que es remunten a "La nova generació". Berman va contactar amb Brannon Braga, i ambdós es van convertir en els productors executius de la nova sèrie. La nova sèrie es va llançar després del final de "Voyager", però es va ambientar un segle abans dels esdeveniments vistos a "La sèrie original". La nova sèrie es deia originalment "Enterprise", sense el prefix "Star Trek". El president de la UPN, Dean Valentine, va dir que "Paramount va sentir que ja no era necessari. Enterprise és sinònim de Star Trek". La idea de Berman era ambientar-l en un període de temps anterior, amb tecnologia limitada, com ara que la nau només podia viatjar fins a  warp 5, ja que considerava que després de tres sèries ambientades aproximadament en el mateix període de temps seria emocionant per als fans.

## Concepte i disseny

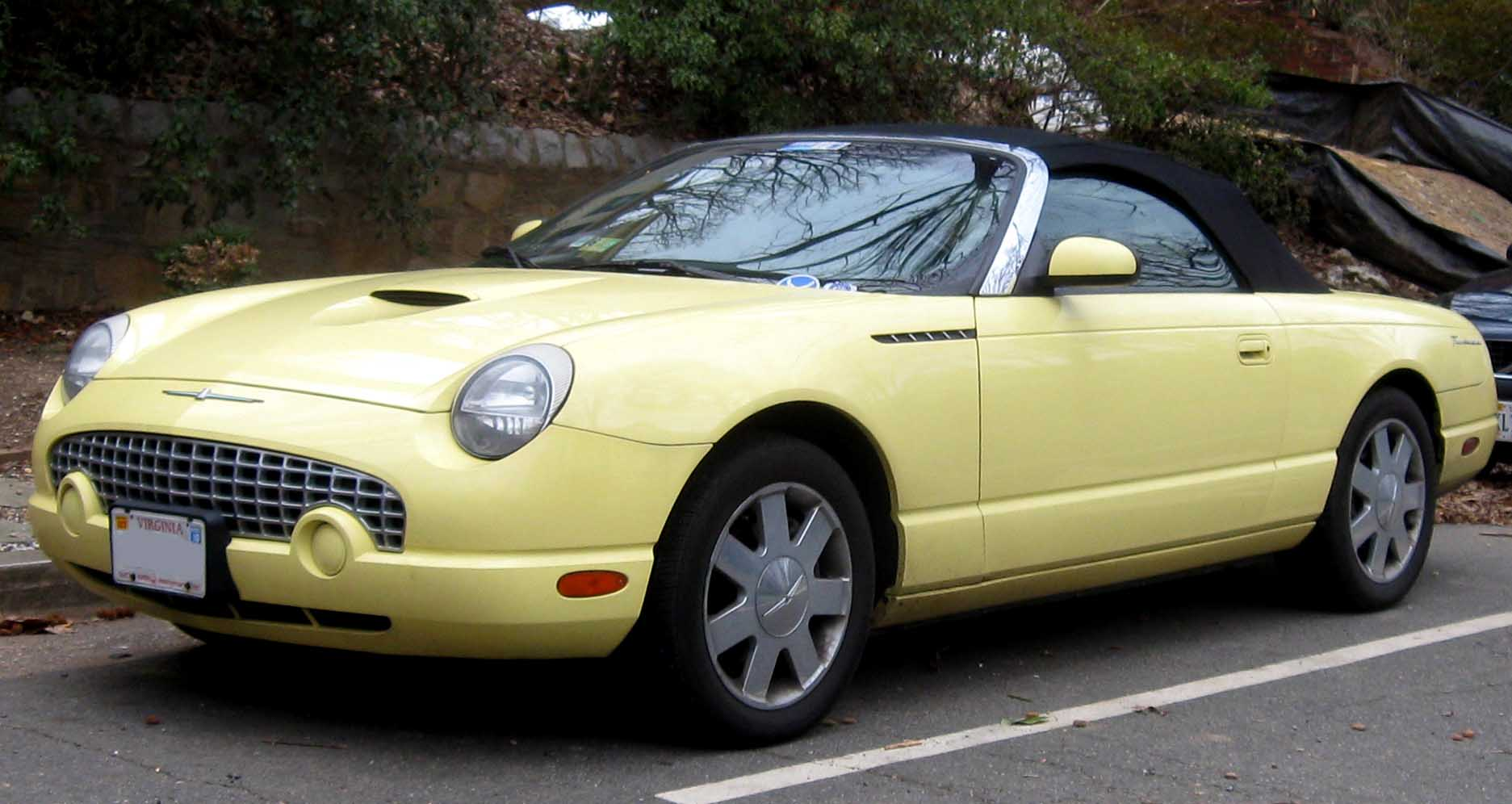
L'estil retro del Ford Thunderbird del 2002 va inspirar un concepte similar (posteriorment abandonat) de tenir l'«Enterprise» (NX-01) com a disseny retro, incloent-hi el buc secundari, de l'USS Enterprise (NCC-1701).

La primera temporada originalment estava pensada per basar-se en la construcció de la nau. Tanmateix, UPN volia una sèrie de "Star Trek" més típica basada en naus i, per tant, la nau es va presentar com a gairebé acabada a l'episodi pilot, "Broken Bow". Abans de l'inici de la sèrie, la nau es coneixia com a SS "Enterprise".
Un dels primers dissenys era per a una versió amb un buc secundari, però semblava massa similar a la nau vista a "La sèrie original". Aquell estil retro s'havia inspirat parcialment en Berman veient el concepte retro del Ford Thunderbird del 2002, que era una actualització moderna del Thunderbird original. Seguint aquest concepte, els dissenyadors van prendre l'estil de l'USS Enterprise de La sèrie original i el van actualitzar, però al final semblava massa una simple actualització de la mateixa nau.
El segon concepte de disseny era similar a la nau estel·lar de classe Akira tal com es va veure a la televisió a l'era Star Trek: Deep Space Nine i Voyager, amb els productors inicialment amb la intenció d'utilitzar aquesta classe de nau per a Enterprise abans que Herman Zimmerman els convencés d'optar per un disseny més inspirat en La sèrie original. L'«Akira» en si havia estat creat per Alex Jaeger per a la pel·lícula de 1996 Star Trek: First Contact amb influències de «Battlestar Galactica»», l’Au de Presa klíngon i la nau estel·lar de classe Miranda vista originalment a Star Trek 2: La còlera del Khan. Es va crear un disseny similar per a Star Trek: The Academy Years, una pel·lícula proposada per Harve Bennett el 1989. Aquesta presentava el casc principal de lEnterprise vista a La sèrie original, però sense un casc secundari.

### Disseny exterior
La nostra primera vista completa de la majestuosa nau mentre surt del moll i es mou cap a l'espai obert. Més coet que nau estel·lar, l'«Enterprise» és esvelta i masculina, però el seu plat deflector i les seves dues navetes de curvatura suggereixen la forma de les futures naus de la Flota Estel·lar. 
L’Enterprise NX-01 va ser dissenyada per Doug Drexler, i basada en les característiques de la classe Akira. La nova classe en si va ser designada com a NX pels productors, però Drexler s'hi va referir com la classe "Enterprise" a causa de la tradició naval de nomenar la classe en honor al primer vaixell. Drexler havia previst que la nau fos similar en disseny a la nau estel·lar de la classe "Daedalus" amb un casc principal en forma d'esfera, però els productors volien un casc pla en forma de plat, ja que era més immediatament recognoscible com una nau de "Star Trek". Drexler va intentar deliberadament inserir referències a "La sèrie original" a la nau. Una d'aquestes eren uns puntals estrets que conduïen des del cos de la nau fins a les navetes de curvatura; tanmateix, Dan Curry volia que fossin més voluminosos, com es veia a les naus de sèries posteriors. Drexler va incloure una vora d'atac a la part davantera de les navetes, i més tard va descriure que els puntals originals haurien estat aproximadament un terç més llargs que aquests.
Drexler també volia els estatoreactors Bussard al la part davantera de les navetes de curvatura fossin taronja com la sèrie original, però els productors van tornar a rebutjar aquesta decisió, ja que també les volien vermelles com la sèrie posterior. Drexler pensava que això era degut a que a Rick Berman no li agradaven els colors brillants, i per això es va filmar en grisos i blaus foscos. La part posterior de les navetes estava influenciada per l'Enterprise de la sèrie original, amb les esferes que apareixien a la versió dels anys 60 dividides en dues parts per a la NX-01. Els elements directes de la sèrie original que sí que van arribar a la NX-01 van ser els cons del motor d'impuls i la cúpula inferior del sensor. L'element més destacat de la primera  Enterprise televisada va ser el plat deflector. Per a l'NX-01, es va comprimir verticalment i es va col·locar a la part frontal del plat. El procés de Drexler per aconseguir l'aprovació dels seus dissenys pels productors va ser descrit més tard com "una llarga i dura batalla" per l'il·lustrador de producció i creador de l'Enterprise-E, John Eaves.

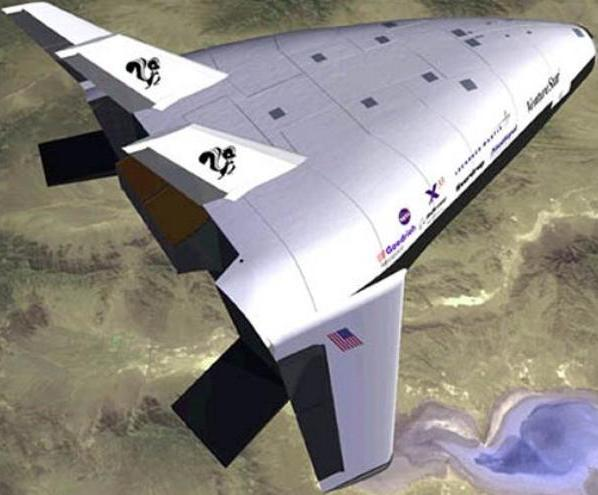
El Lockheed Martin X-33 va inspirar el disseny del llançadores a bord de l'«Enterprise».

El model exterior es va crear en CGI en lloc de com a model físic, amb la producció realitzada per Pierre Drolet de Foundation Imaging utilitzant LightWave 3D. Es van crear dues versions: una versió d'alta definició que es va crear per al seu ús a la sèrie de televisió i una de més baixa resolució, que també es va anomenar "model aprovat". El model de baixa resolució es va utilitzar amb finalitats promocionals mentre es treballava en el model de televisió. L'exterior de la nau va debutar en un plec central a l'edició del 14 de juliol de 2001 de TV Guide utilitzant el model aprovat. Aquesta versió semblava més petita, ja que les finestres del vaixell eren més grans que les utilitzades a la versió televisiva, i el buc tenia un tint bronze. Quant a aquest canvi de coloració, Drexler va dir més tard que no sabia quan es va fer el canvi, ja que tant ell com Zimmerman van aprovar la versió anterior.
Després d'aquest ús inicial, el model aprovat només es va utilitzar com a substitut de la versió de producció a les preestrenes de la quarta temporada. El dibuix de l'exterior de l'"Enterprise" a la sala de preparació del capità va ser creat per John Eaves en menys de 24 hores juntament amb quatre altres dibuixos d'encarnacions anteriors del nom. Les llançadores de la sèrie es van inspirar directament en el Lockheed Martin X-33, i Zimmerman va dir que els vehicles de reentrada que s'utilitzaran ara seran la mateixa tecnologia que s'utilitzava en l'època de l'"Enterprise" perquè fins aleshores no haurien tingut l'impuls tecnològic que prové del desenvolupament de la tecnologia avançada que s'ha vist introduïda per primera vegada a la espectacle. Aquests es coneixien com a llançadores a la sèrie; l’Enterprise estava equipada amb dos d'ells..

#### Temporada 5
Doug Drexler tenia la intenció que Enterprise passés per una remodelació important si s'hagués produït una cinquena temporada, i la sèrie no s'hagués cancel·lat al final de la quarta temporada. Això hauria vist l'addició d'un buc secundari, i hauria fet que la nau prengués una aparença més propera a les naus de la classe Constitution de La sèrie original i sèries posteriors. El redisseny va debutar a l'edició del 2011 del calendari oficial Ships of the Line.Va ser un dels dos dissenys per a vaixells mai vistos a la pantalla que van aparèixer al calendari d'aquell any, i també hi va aparèixer el disseny de Matt Jefferies per a l'USS Enterprise (XCV-330).
Aquest disseny de reforma de la classe NX va debutar a la televisió en el context de la tercera temporada de Star Trek: Picard, com una nau fora de servei atracada al Museu de la Flota Estel·lar.

### Disseny d'interiors

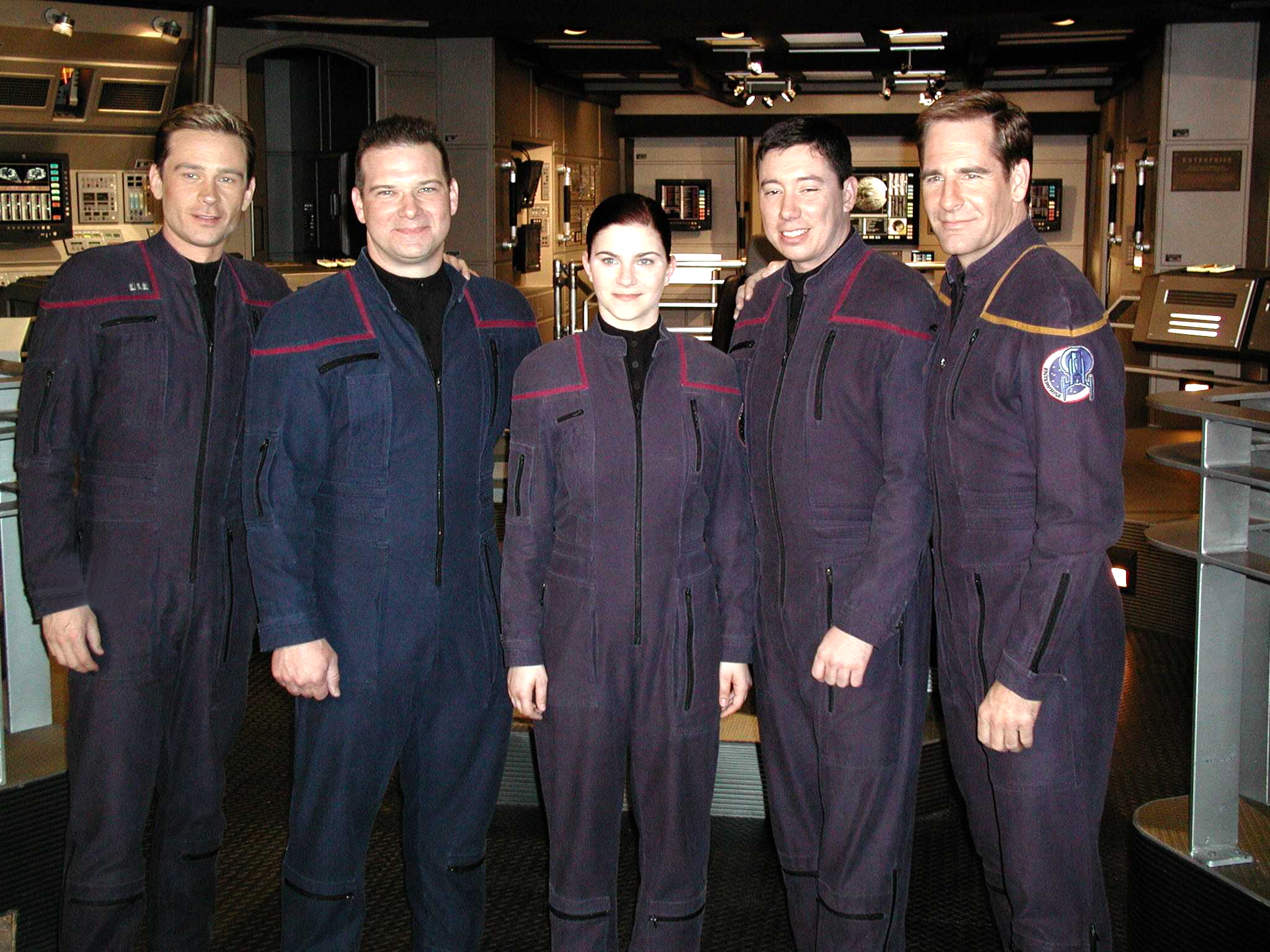
Scott Bakula i Connor Trinneer al plató del pont de rodatge dEnterprise amb tres membres de la tripulació del portaavions USS Enterprise (CVN-65).

L'interior del vaixell va ser dissenyat per Zimmerman, que va visitar submarins d'atac ràpid de la Marina dels Estats Units com ara l'USS Houston per inspirar-se.També va tenir en compte l'herència de les altres naus anomenades Enterprise a la història de Star Trek. Els dissenys intentaven permetre una major llibertat d'angles de filmació que la vista a les sèries anteriors de Star Trek. Les estacions del pont es van dissenyar originalment amb elements angulars i tubulars, però els elements tubulars es van eliminar perquè semblaven fora de lloc. John Eaves va crear els dissenys de les estacions, mentre que Mike i Denise Okuda, Jim Van Over i Anthony Fredrickson van crear els elements mecànics i detallats. La inspiració es va prendre dels vaixells de l'Armada dels Estats Units i del Transbordador espacial, com ara la inclusió de manuals d'operacions en algunes de les estacions, com ara les de comunicacions. Altres elements que es van afegir van ser un canvi dels controls de pantalla tàctil que es veuen en sèries com ara La nova generació a dials i botons més pràctics com els que apareixien a La sèrie original. El decorat també incloïa el que l'equip va descriure com a "caixes ocupades", que eren parts de les consoles que es desplegaven i estaven plenes de cables, de manera que els actors de fons poguessin semblar ocupats durant una presa quan s'estava reinstal·lant "Enterprise" o quan hi havia danys de batalla que es podien veure a la pantalla.
Zimmerman i el seu equip van recollir comentaris dels directors de sèries anteriors de "Star Trek" per fer que el nou espai fos més fàcil de filmar. Mentre que en altres sèries hi ha hagut decorats construïts expressament per a sales de reunions, després dels comentaris, aquesta zona es va integrar al mateix pont, ja que els directors havien afirmat que va resultar difícil fer que diverses persones persones assegudes al voltant d'una taula semblen interessants. El disseny del transportador es va concebre com una referència al disseny de la «sèrie original» que va ser creada per Matt Jefferies, i Zimmerman va incloure certs elements de disseny com ara els patrons de paret al voltant del transportador. El disseny de la coberta d'enginyeria es va revisar respecte a les sèries anteriors amb la intenció que semblés la sala de màquines d'un submarí nuclear. Zimmerman la va descriure dient: "Veureu un motor molt potent que sembla un motor molt potent".

## Aparicions

### Exploració espacial profunda
La nau va aparèixer per primera vegada al capítol pilot de Star Trek: Enterprise, "Broken Bow". L'episodi mostrava el viatge inaugural de l'"Enterprise", amb la tripulació de 84 tripulants retornant un klíngon anomenat Klang (Tom Lister, Jr.) al seu món natal, Qo'noS. Després d'aquest èxit, la nau i la tripulació reben l'ordre de començar una missió d'exploració espacial profunda. En el moment del llançament, la nau estava limitada a una velocitat màxima de curvatura 5 i estava equipada amb un transportador experimental. La nau va ser botada tres setmanes abans del previst, el 16 d'abril de 2151, i diversos dels seus sistemes d'armes encara no estaven en línia, però estava equipada amb plaques de buc polaritzades com a mesura defensiva. No va ser fins al mes següent, mentre estava en combat amb un enemic desconegut, que es van calibrar els seus torpedes espacials; i els canons de fase es van instal·lar el setembre següent.
La missió d'exploració es va cancel·lar temporalment a l'episodi final del primer temporada, "Shockwave", després de la destrucció d'una colònia després que una llançadora d'"Enterprise" encengués l'atmosfera. La nau va ser cridada a la Terra, però després que una investigació demostrés que els sulibans eren els responsables, la missió es va reprendre.A "Minefield", l'Enterprise va patir una bretxa al buc per una mina romulana,però la tripulació va ser informada d'una reparació a una instal·lació propera on es va reparar la bretxa a"Dead Stop". Després de la fallada d'un injector de plasma al motor de curvatura, la nau va haver de fer un desviament al món natal dels Kreetassan a "A Night in Sickbay".

### L'Expansió Dèlfica
A l'episodi "The Expanse", l'episodi final de la segona temporada, L'Enterprise va ser cridada de nou a la Terra després d'un atac dels Xindi que va provocar la mort de set milions de persones, la majoria a Florida. La nau i la tripulació van rebre una nova missió: anar a l'Expansió Dèlfica i rastrejar els Xindi per evitar l'ús d'una arma més gran que destruiria la Terra. Abans de la sortida, la nau estava equipada amb torpedes fotònics, un nou centre de comandament i va acollir a bord un destacament de soldats del Comandament d'Operacions d'Assalt Militar (MACO). Durant la missió d'un any a l'expansió, la nau i la seva tripulació van buscar la ubicació de la superarma Xindi. Durant aquest temps, l'"Enterprise" va patir danys repetits per les anomalies espacials de la zona, que semblen ser causades per diverses esferes de la mida d'una lluna construïdes per extraterrestres. La nau pateix una nova bretxa al buc i altres danys durant els esdeveniments de "Chosen Realm" quan la nau i la tripulació es veuen atrapats en la guerra civil de Triannon.
Mentre investigava una possible ubicació de la superarma a "Azati Prime", Enterprise va ser greument danyada per diverses naus Xindi i la seva bobina de curvatura va ser destruïda. Això fa que la tripulació robi una bobina de curvatura d'una nau il·líria en el següent episodi "Damage", ja que sense ella la nau no podria viatjar a velocitat de curvatura i interceptar l'arma Xindi. Després d'aquesta adquisició, la nau i la tripulació són abordades per una versió de l'"Enterprise" que havia estat enviada 117 anys en el passat i s'ha convertit en una nau generacional que intenta no interrompre la línia temporal. La tripulació de les dues versions de l'"Enterprise" treballa conjuntament i permet que l'"Enterprise" actual entri en un corredor subespacial per permetre que el capità Jonathan Archer (Scott Bakula) es reuneixi amb el Consell Xindi. Es desconeix el parador de la futura «Enterprise», però s'especula si va ser destruïda o va deixar d'existir.
Després de localitzar l'arma Xindi a "The Council", l'arma es va llançar a "Countdown" amb Enterprise perseguint-la. Mentre el capità Archer lidera un grup d'abordatge cap a l'arma a l'episodi final de la tercera temporada, "Zero Hour", l’Enterprise està comandada per T'Pol (Jolene Blalock) que la dirigeix a una esfera propera i el comandant Tucker modifica el plat deflector de la nau per utilitzar-lo com a arma per destruir l'esfera. Malgrat la interferència de diversos Constructors d'Esferes, les modificacions destrueixen l'esfera i desencadenen una reacció en cadena que destrueix totes les altres esferes dins de l'Expansió. L'Enterprise es troba amb l'equip d'Archer i es revela a la tripulació que Archer no va aconseguir escapar de la superarma abans de la seva destrucció. La nau, greument danyada, torna a la Terra dins d'una nau Xindi-Aquàtica. En arribar, la tripulació descobreix que els esdeveniments de la Guerra Freda Temporal els han sobrepassat i la nau és enviada enrere en el temps a un segle XX alternatiu on l'Alemanya nazi ha envaït amb èxit els Estats Units. Després que la tripulació derroti l'alienígena Vosk (Jack Gwaltney) i recuperi el capità Archer, la nau torna a la seva hora correcta gràcies a l'agent temporal Daniels (Matt Winston) a "Storm Front".

### La Coalició de Planetes i la Guerra Romulana
Després de la missió Xindi, Enterprise experimenta reparacions i millores a "Home". A "Daedalus", el Dr. Emory Erickson (Bill Cobbs), l'inventor del dispositiu, va realitzar una actualització al transportador. Es van produir més millores a l'injector de plasma del motor de  curvatura, permetent a l' Enterprise assolir una velocitat de creuer de curvatura 5.02 i una velocitat d'emergència de curvatura 5.2. Mentre transportava un ambaixador tellarita a una conferència a Babel One, la nau es desvia a causa d'atacs a diverses naus properes. Es descobreix que és una nau romulana que utilitza hologrames per canviar el seu aspecte extern. Els atacs s'expliquen a "The Aenar" com un intent dels romulans de provocar una guerra entre els andorians i els tellarites,però en comptes d'això, l'Enterprise s'utilitza com a ubicació per a les converses de pau i també és una de les naus de la flota utilitzades per crear una xarxa de sensors per rastrejar la nau romulana. Aquesta aliança temporal entre els humans, els vulcanians, els andorians i els tellarites es coneix com la Coalició de Planetes.
L’Enterprise torna a la Terra una vegada més i el comandant Tucker es transfereix a l'USS Columbia a "Affliction". Més tard, és reincorporat com a enginyer en cap de l' Enterprise a l'episodi següent, "Divergence", després que les dues naus pateixin una perillosa transferència de tirolina d'alta curvatura després que el motor de l' Enterprise sigui sabotejat pels klíngons. Una versió de l'univers mirall de l' Enterprise es veu a la primera part de "In a Mirror, Darkly" sota el comandament del capità Maximilian Forest (Vaughn Armstrong). La nau és destruïda en combat amb els tholians poc després d'un motí pel comandant Archer. A "Demons" i "Terra Prime", l’Enterprise viatja de tornada a la Terra per resoldre una crisi amb una cèl·lula terrorista anomenada Terra Prime, que busca eliminar tota la influència alienígena de la Terra.
La guerra romulana no es va veure a la pantalla, sinó que s'ha descrit a la novel·la no canònica The Romulan War: Beneath the Raptor's Wing de Michael A. Martin, i als llibres posteriors. Els esdeveniments de l'episodi "These Are the Voyages..." a bord de lEnterprise estan ambientats sis anys després dels que es van veure a "Terra Prime" el 2161, però en realitat es relacionen a l’holocoberta a bord de lEnterprise-D durant els esdeveniments de l'episodi Star Trek: La nova generació "La Pegasus". Després de la guerra romulana, l'«Enterprise» es desvia de camí a la Terra, on ha d'estar present per a la signatura de la carta de la Federació. La novel·la no canònica del Shatnerverse Captain's Glory afirma que després del seu desmantellament, l'«Enterprise» va ser col·locada a l'òrbita de Plutó com a peça de museu.

### Altres aparicions
Enterprise va aparèixer als videojocs Star Trek: Encounters i Star Trek: Legacy, tots dos llançats el 2006. És la primera nau que el jugador controla a cada línia històrica, abans de passar a l'USS Enterprise que es veu a La sèrie original i representacions posteriors. L’Enterprise va ser vista com a model en una col·lecció que representava la història del vol a l'oficina de l'almirall de flota Alexander Marcus (Peter Weller) a Star Trek Into Darkness (2013). Es va col·locar al costat d'altres naus històriques com la Wright Flyer, el transbordador espacial i la NX-Alpha. Una nau estel·lar de classe NX a l'estil de la remodelació prevista per a la temporada 5 va aparèixer al Museu de la Flota a l'episodi de 2023 "Star Trek: Picard", "The Bounty", tot i que no és clar si es pretenia que fos l'"Enterprise" o una altra nau estel·lar de classe NX, ja que l'"Enterprise" havia estat desmantellada abans de ser reacondicionada.

## Recepció i comentaris
Hi va haver una reacció negativa dels fans al disseny d'"Enterprise", i crítiques als esforços de Drexler i els altres dissenyadors. Quan se li va preguntar sobre això, Geoffrey Mandel va declarar en una entrevista: "Com que hi havia viscut en aquell temps, també sé que Doug Drexler i John Eaves van fer EXACTAMENT el que els productors els van demanar: Rick i Braga tenien opinions molt fortes i sabien exactament què volien".
Allan Johnson, mentre escrivia per al Chicago Tribune, va dir que Enterprise semblava "més elegant i menys cursi que el 'Trek' original". Johnson va afegir que, tot i que contenia tecnologia que no era tan avançada com la que es veia a la sèrie anterior de "Star Trek" ambientada al segle XXIV, "encara manté un toc tecnològic de 'Trek' posterior als anys 60". David Kronke, al Los Angeles Daily News, va dir que els decorats eren "en gran part de color gris metàl·lic, representant una mena de retrofuturisme, una mena del que podria haver passat si els clixés del disseny de ciència-ficció dels anys 50 haguessin tingut la tecnologia actual per treballar" i que les consoles tenien una "sensació mecànica més simple". A la seva ressenya de "Broken Bow" per a The Washington Post, David Segal va descriure la velocitat de curvatura 4 de lEnterprise com a més lenta que la d'un Hyundai.
El 2018, Io9/Gizmodo va classificar el disseny de la nau espacial fictícia NX-01 que es mostra en aquest episodi com la setena millor versió de la nau espacial Enterprise de la franquícia Star Trek. Van considerar que els resultava familiar com a disseny d'"Enterprise", però que també tenia el seu propi aspecte.
El 2019, SyFy va classificar el disseny fictici de la nau estel·lar, l'NX-01 "Enterprise", com la vuitena millor versió de la nau estel·lar de l’univers de ciència-ficció de "Star Trek".

### Models i línies de joguines
La gamma inicial de figures de 18 centímetres d'Art Asylum es va enviar amb una consola del pont Enterprise. Es van encaixar per formar un diorama de pont. L'«Enterprise» real també va ser llançada per Art Asylum i va debutar a la New York Toy Fair del 2002. Després de l'adquisició d'Art Asylum per part de Diamond Select Toys el 2007, l'empresa va continuar llançant joguines «Enterprise». Aquests incloïen tant la versió principal de televisió com una configuració de l'Univers Mirall, tal com es veu a "In A Mirror, Darkly".
L’Enterprise també s'ha publicat com a part de les línies de models. Aquestes inclouen una rèplica a escala 350:1 del model CGI de QMx. Compta amb més de 150 LED, efectes de so i una placa signada per Doug Drexler. Cada model QMx triga 150 hores a fabricar-se i estava limitat a una tirada de producció de 1.000 unitats. QMx també va produir els models que es veuen a Star Trek Into Darkness, inclòs el d'Enterprise. L’Enterprise també ha estat llançat com a model kit per Round 2 Models com a part de la seva línia Polar Lights. Aquests inclouen tant la versió vista a la sèrie de televisió, com el disseny de reajustament previst per a la cinquena temporada.